# كهف كالاهرود
كهف كالاهرود هو كهف في إيران، يقع في محافظة أصفهان على ارتفاع 1450 مترًا فوق مستوى سطح البحر. يقع على بُعد 33 كيلومترًا شمال قرية كالاهرود أو ما يقرب من 80 كيلومترًا شمال أصفهان . يوجد بالقرب من الكهف بئر من الحجر الجيري يبلغ عمقه 16 مترًا وعرضه 3 أمتار، وقد أصبح ملجأً للحمام الأزرق الطوراني.